# 大木匠 (朝鮮半島)

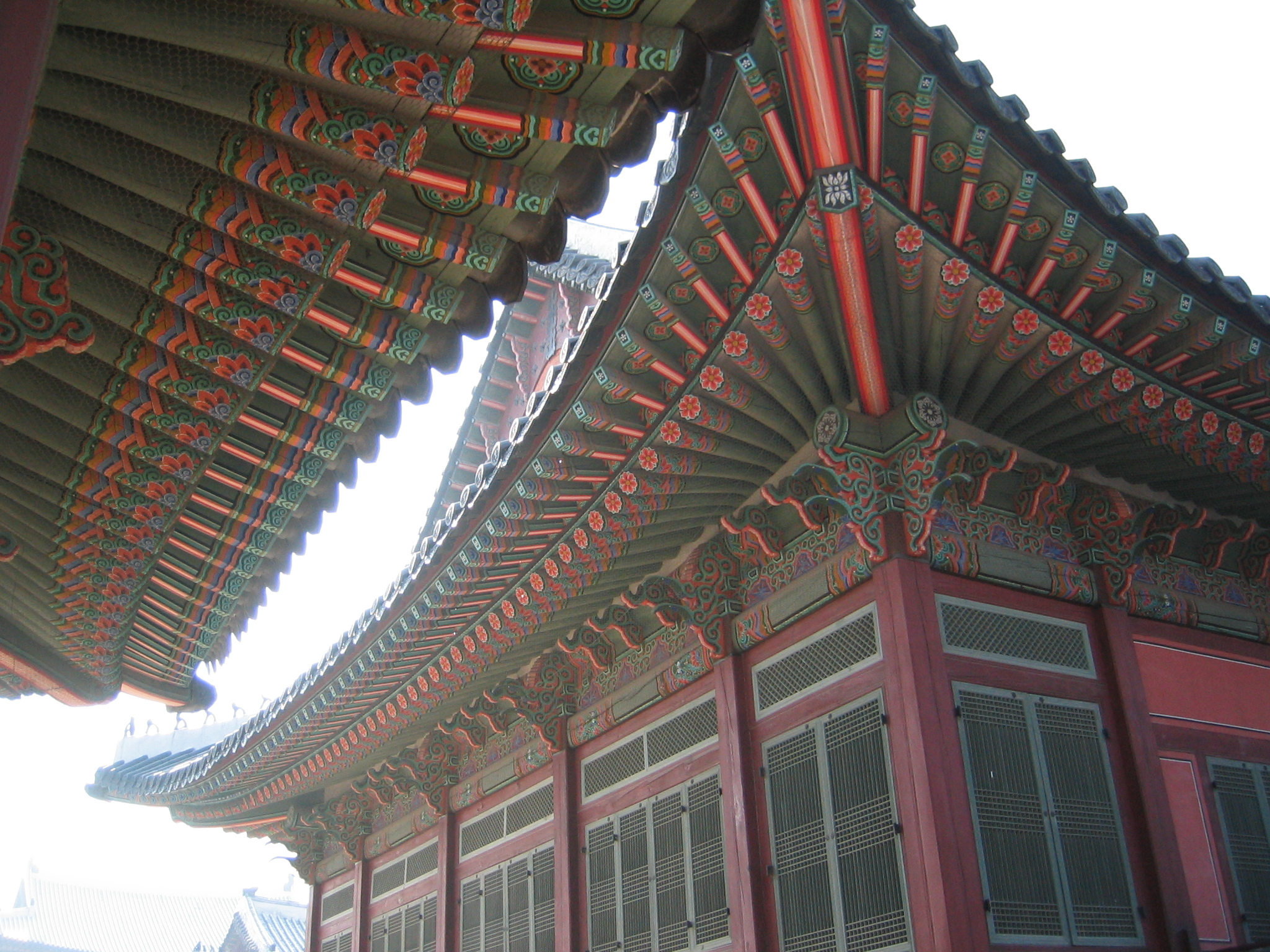
韩国宫殿建筑

大木匠（：／ Daemokjang）又稱木匠、木工，是指朝鮮半島負責設計传统木结构建築的建筑师以及利用传统木工技术建造、维修传统房屋、木结构宫殿和庙宇的木匠。在朝鮮半島，大木是指与木制建筑有关的事，因而建造或維修木制建筑的工匠便被称为大木匠。

## 历史
大木匠的歷史可以追溯到朝鮮三国时代。

## 争议
2010年，大韩民国以大木匠，傳統木構造建築工藝（Daemokjang, Traditional Wooden Architecture）的名義向联合国教科文组织申請非物质文化遗产並獲得通過。由於朝鮮半島的大木有類似中國榫卯的技術，韓國大木匠申遺成功引起中華人民共和國的觀察者網和帝吧不滿，認為韓國是在偷竊中國榫卯技術。相關討論一度登上新浪微博的熱搜。